# (1210) Morosovia
(1210) Morosovia est un astéroïde de la ceinture principale découvert le 6 juin 1931 par l'astronome russe Grigori Néouïmine à l'observatoire de Simeiz situé sur les monts de Crimée, en Ukraine.
Il tire son nom du scientifique russe Nikolaï Morozov (1854-1946).